# Murańska Przełęcz
Murańska Przełęcz (słow. Muránske sedlo) – szerokie obniżenie w grani głównej Tatr Bielskich, położone między Małym Muraniem a Muraniem. W obniżeniu tym znajdują się trzy siodła (w kierunku od Małego Murania):
- Skrajna Murańska Przełęcz (ok. 1340 m),
- Pośrednia Murańska Przełęcz (ok. 1370 m),
- Zadnia Murańska Przełęcz (ok. 1370 m)

Nazwę tych przełęczy po raz pierwszy wprowadził Władysław Cywiński w 4 tomie przewodnika Tatry. Między pierwszymi dwoma przełęczami znajdują się zalesione Murańskie Kopki (ok. 1390 m), zaś między dwoma ostatnimi Murańska Turnia (ok. 1400 m). Od południowej strony stoki spod tych przełęczy opadają w kierunku Polany pod Muraniem (Gałajdówki).
Przełęcz była niegdyś używana jako dogodne połączenie żlebu Bujak (Bujakowego Żlebu) w Dolinie Jaworowej z Doliną Międzyścienną, stanowiła też dojście do Jaskini Murańskiej. Obecnie jest niedostępna dla turystów.

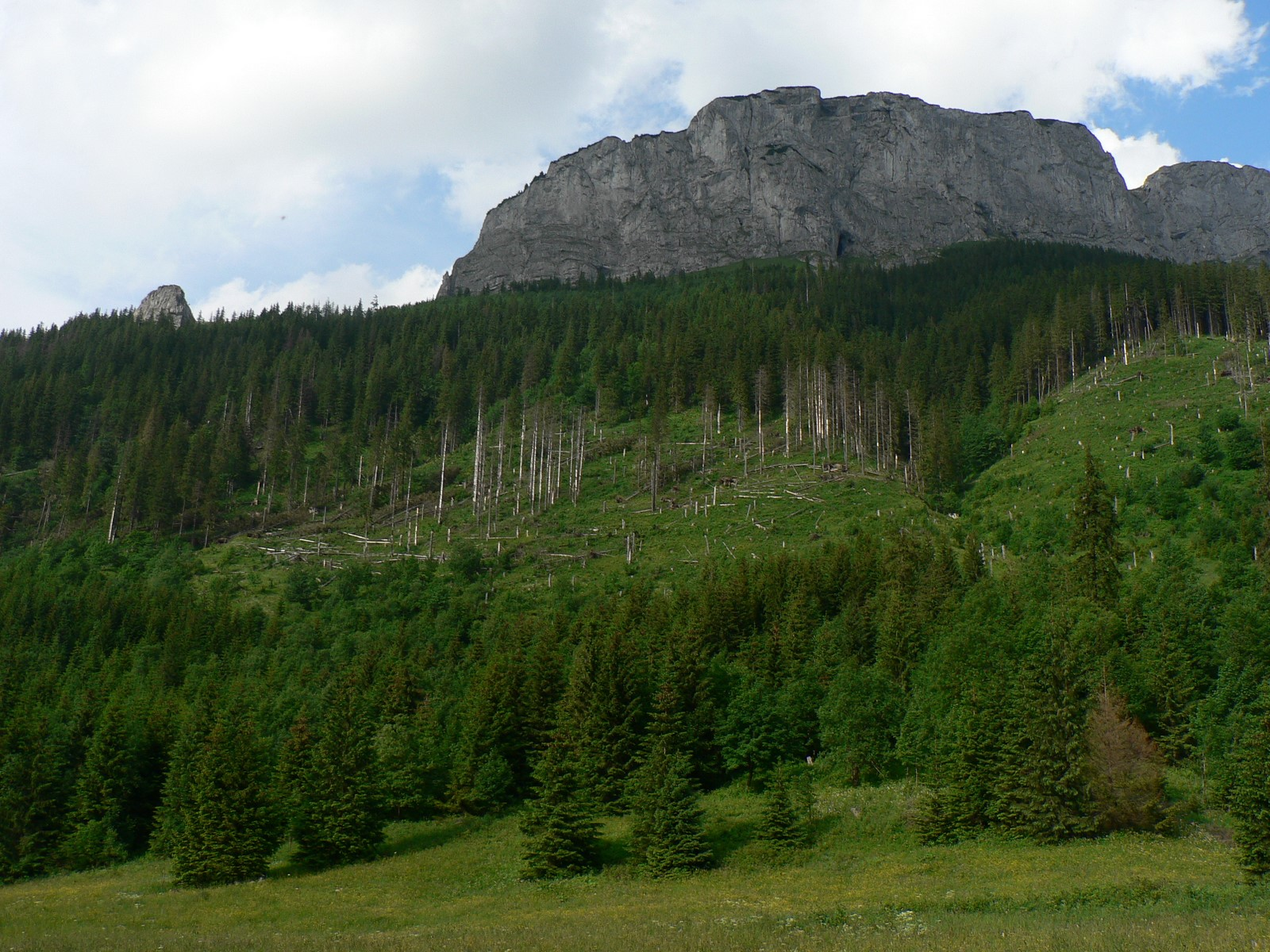
Murańska Turnia, Zadnia Murańska Przełęcz i Murań